# Переволока (Україна)

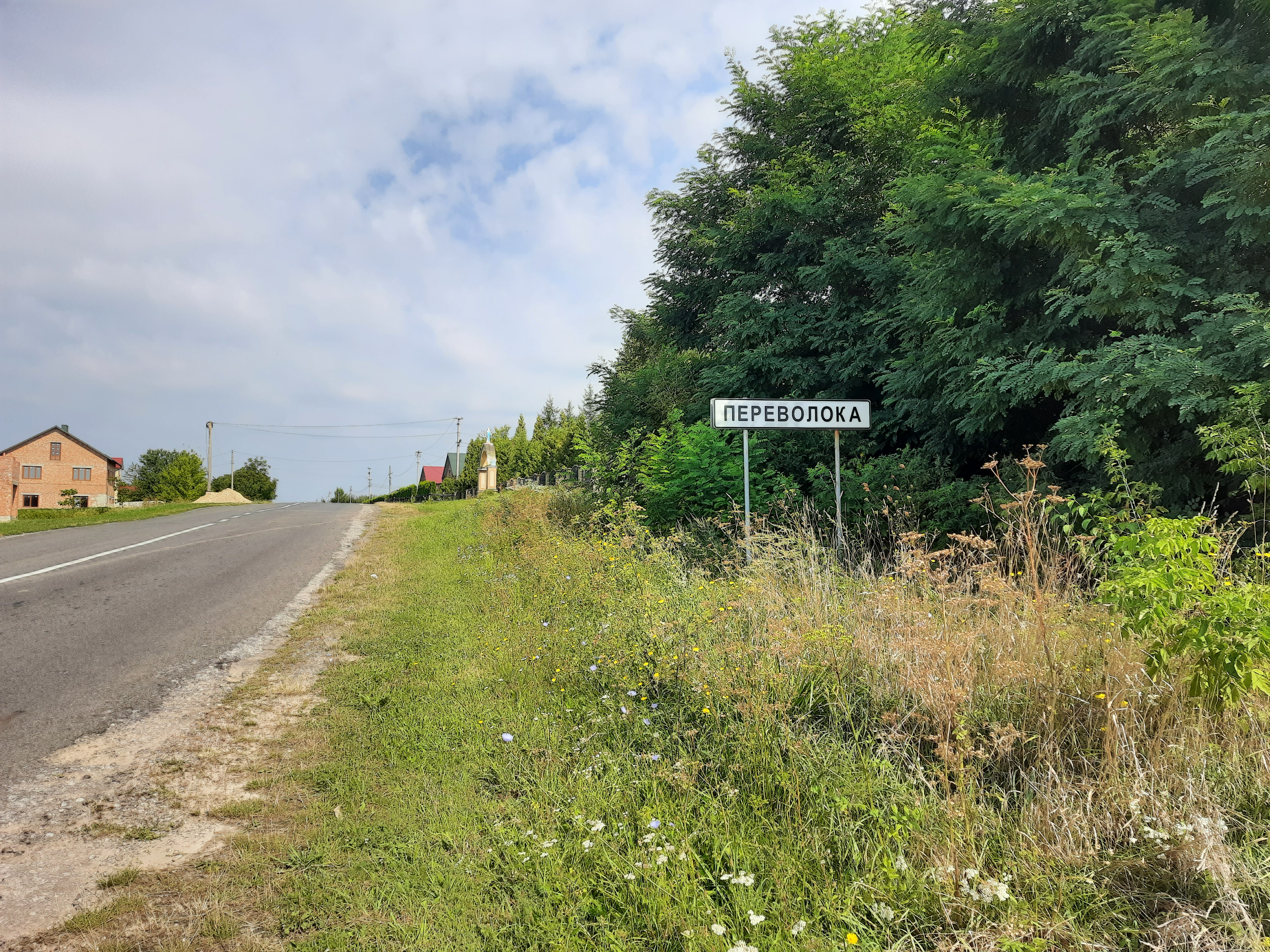
Дорожній знак при в'їзді в село

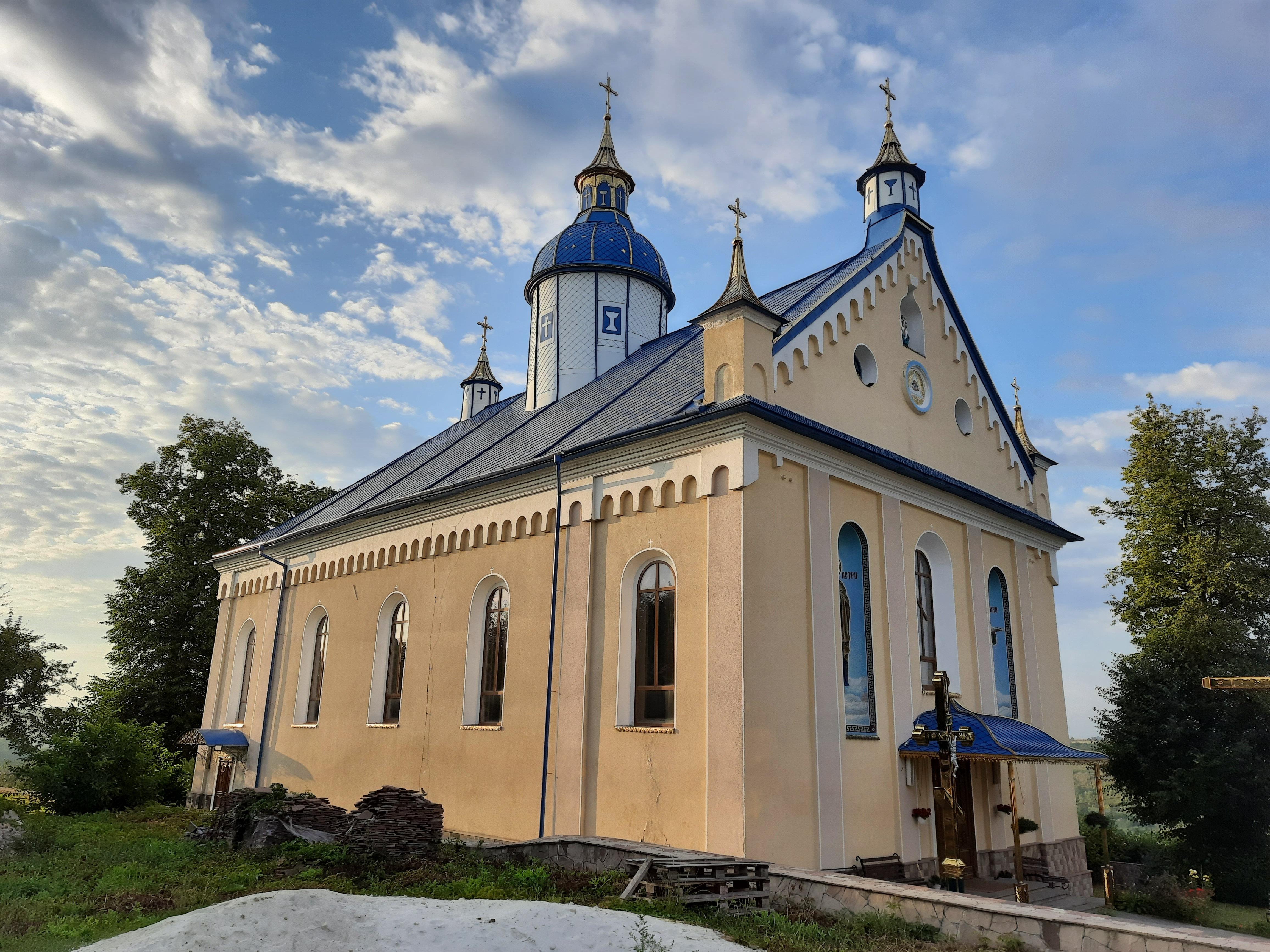
Церква святого великомученика Юрія Переможця (1895, ПЦУ)

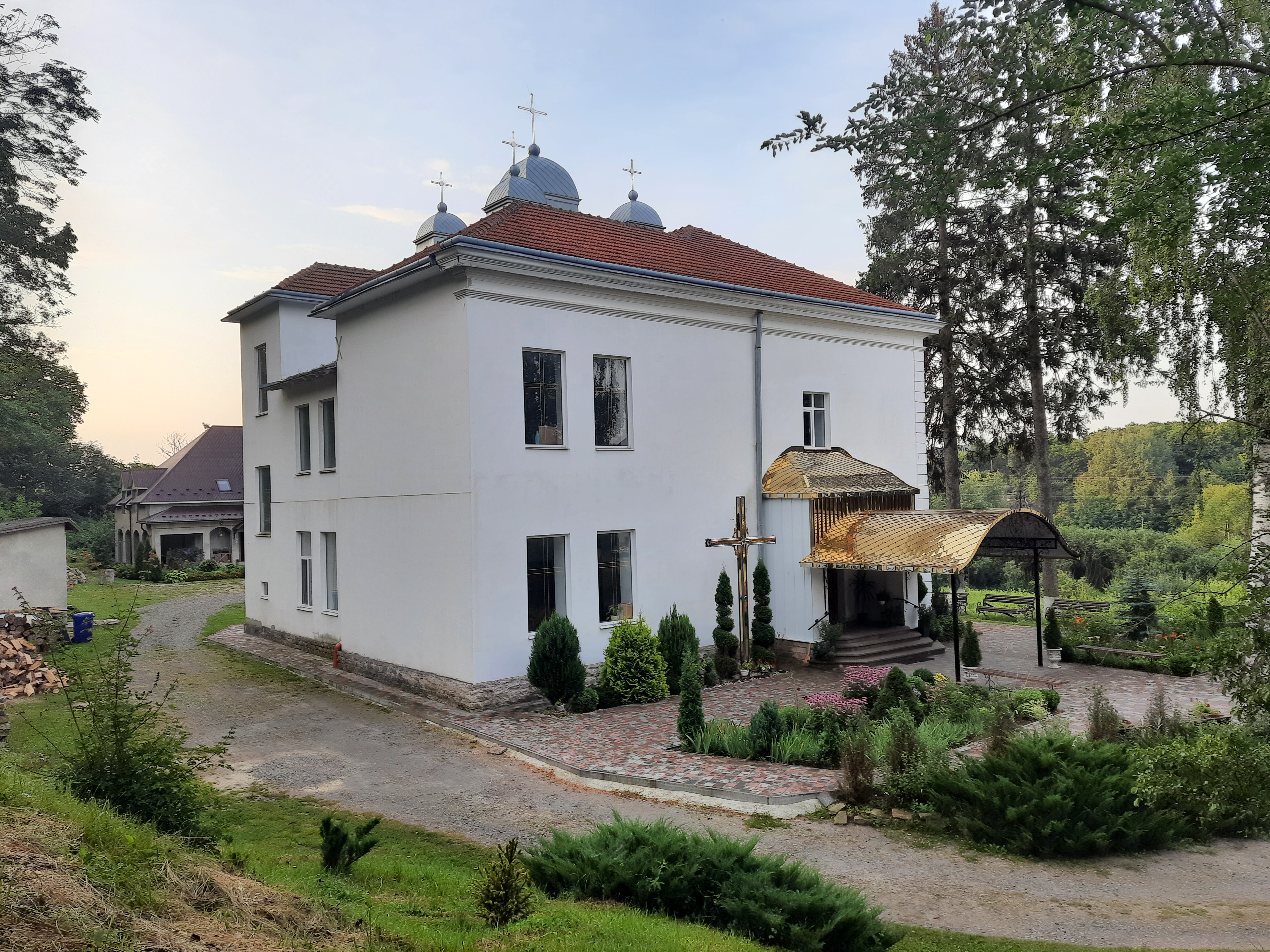
Церква Святого Йосафата (2007 УГКЦ)

Переволо́ка — село в Україні, у Бучацькій міській громаді Чортківського району Тернопільської області. Розташоване на річці Стрипа, на півночі району.
Населення 2404 осіб (2007).
На південно-східній околиці села є пам'ятки природи — Переволоцькі травертинові скелі, на пд. околиці — Переволоцьке родовище вапняків, у селі в долині р. Стрипа є гідрологічна пам'ятка природи — Переволоцькі джерела з водоспадами.

## Археологічні знахідки
У селі виявлено велике селище трипільців (більше тільки у Бучачі).
Поблизу села виявлено археологічні пам'ятки трипільської, комарівсько-тшинецької, переворської, черняхівської і давньоруської культур.

## Історія
Село згадується:

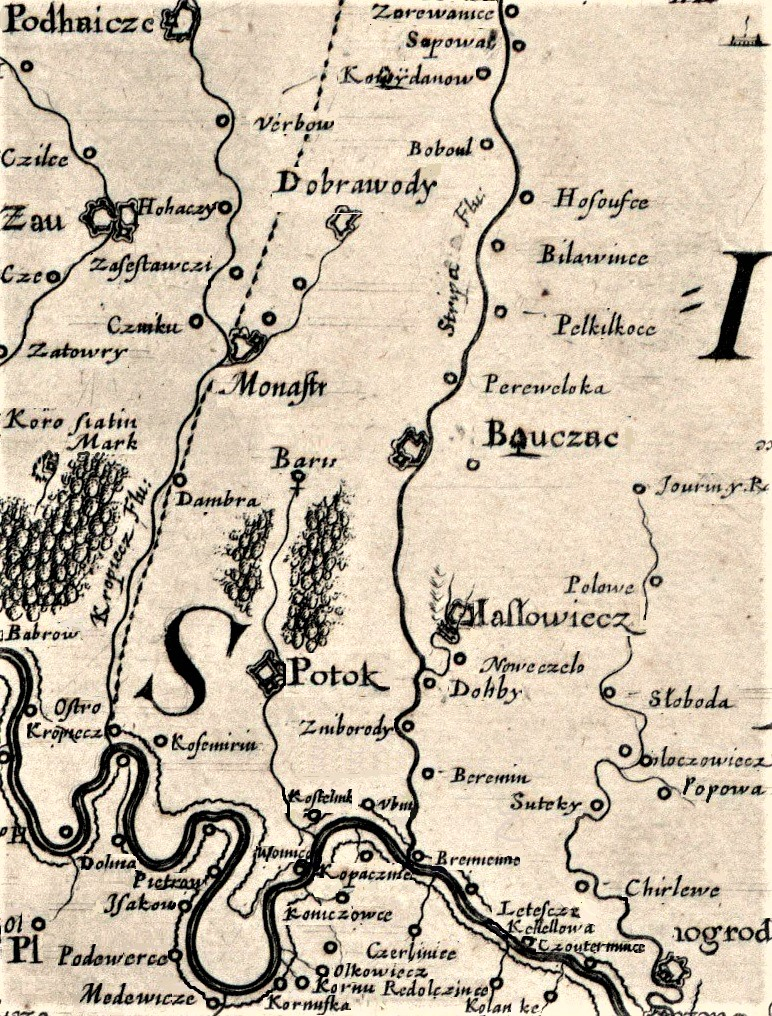
Переволока на фрагменті спеціальної мапи України Боплана, 1650

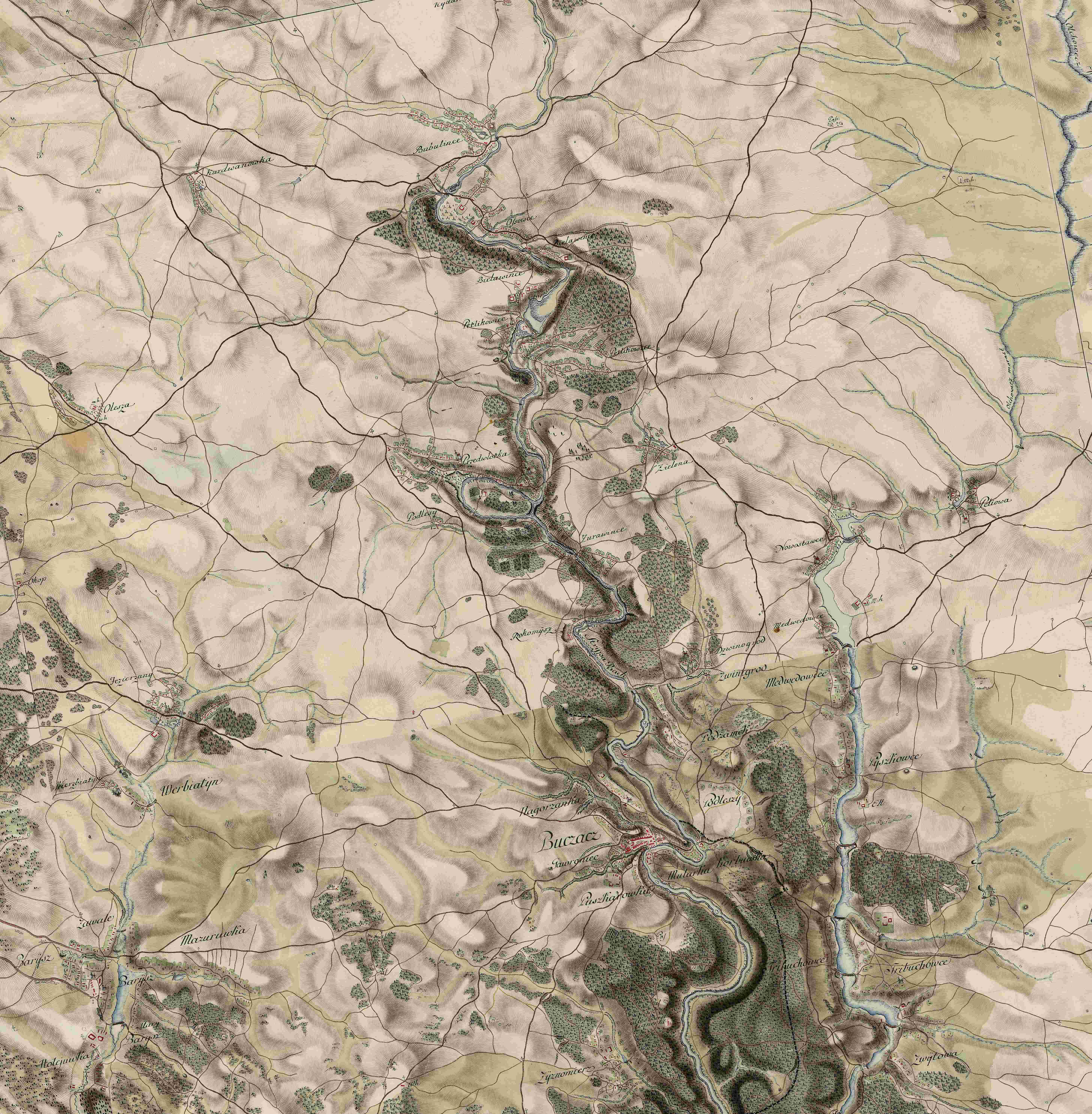
Переволока на мапі фон Міґа, XVIII ст.

- у фундаційній грамоті шляхтича Міхала Авданця з Бучача від 28 липня 1379 року[2]), за якою між селами Переволока та Рукомиш існувало незаселене місце під назвою Журавинці[3].
- 21 грудня 1439 року у протоколах галицького суду (Przewloka)[4]

Наступні писемні згадки, зокрема, 1467 року, 13 липня 1472.
У 1469 році досі «неподільні брати» Міхал і Ян Язловецькі провели поділ спадку батька, за яким Переволоку отримав Ян (Язловецький-Монастирський).
Наприкінці ХІХ ст. однією з частин села було Залісся. Населений пункт умовно поділяють на Горішню, Долішню Переволоки і Забріддя.
Діяли 2 осередки товариства «Просвіта», а також «Сокіл», «Сільський господар» та інші товариства; по 2 кооперативи й молочарні.
У вересні 2016 року в м. Скалат відбулась обласна спартакіада «Краще спортивне село Тернопільщини». Переволоцька команда посіла 5-е загальне місце, призерами стали чоловіки (сітківка, 3-є місце), Василь Радзібаба (гирі, 3), Ольга Боднар (шахи, 3).
12 червня 2020 року, відповідно до розпорядження Кабінету Міністрів України № 724-р «Про визначення адміністративних центрів та затвердження територій територіальних громад Тернопільської області» увійшло до складу Бучацької міської громади.
19 липня 2020 року, в результаті адміністративно-територіальної реформи та ліквідації Бучацького району, увійшло до складу новоутвореного Чортківського району.
З 11 грудня 2020 р. належить до Бучацької міської громади.

## Політика

### Парламентські вибори, 2019
На позачергових парламентських виборах 2019 року у селі функціонували 2 окремі виборчі дільниці № 610173 і 610174, розташовані у приміщенні клубу і будинку культури, відповідно.
Результати
- зареєстровано 1696 виборців, явка 57,31%, найбільше голосів віддано за «Слугу народу» — 33,23%, за «Голос» — 13,96%, за Всеукраїнське об'єднання «Батьківщина» — 12,40%.[12] В одномандатному окрузі найбільше голосів отримав Микола Люшняк (самовисування) — 48,03%, за Ігоря Сопеля (Слуга народу) — 13,50%, за Степана Брацюня (Конгрес українських націоналістів) — 9,35%[13].

## Населення

### Мова
Розподіл населення за рідною мовою за даними перепису 2001 року:
| Мова       | Кількість | Відсоток |
| ---------- | --------- | -------- |
| українська | 2366      | 99.92%   |
| російська  | 1         | 0.04%    |
| румунська  | 1         | 0.04%    |
| Усього     | 2368      | 100%     |

## Релігія

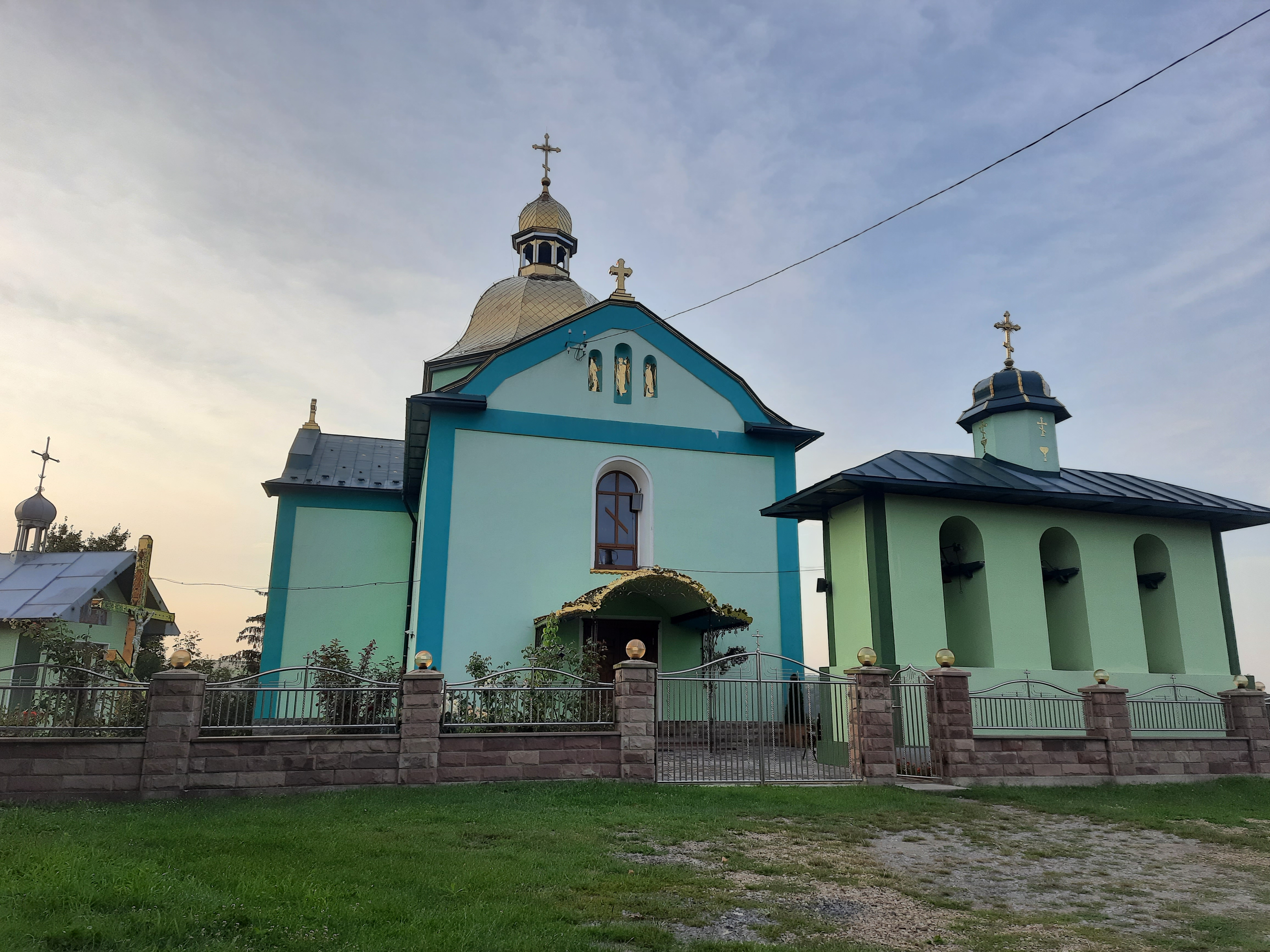
Церква Святої Трійці (1934 ПЦУ)

- церква святого великомученика Юрія Переможця (1895, ПЦУ),
- церква Святої Тройці (1934, ПЦУ),
- церква святого священномученика Йосафата (2007, переобладнана з приміщення, УГКЦ),
- каплиці Святої Покрови (1989), Святого Йосафата (1990), Різдва Пресвятої Богородиці (1999),
- «фігура» Пресвятої Богородиці (2002).

## Пам'ятки
- Поселення Переволока I[d] (трипільська культура (IV — кін. III тис. до н. е.); давньоруський час (XII—XIII ст.));
- Поселення Переволока II[d] (ранній залізний вік (І тис. до н. е.); давньоруський час (X— XIII ст.));
- Поселення Переволока III[d] (черняхівська культура (III—IV ст. н. е.); давньоруський час (X—XIII ст.));
- Поселення Переволока IV[d] (ранній залізний вік (І тис. до н. е.) (пізньолатенський період, пшеворська культура (сер. I ст. до н. е. —III ст. н. е.) — ?); давньоруський час (X—XIII ст.));
- Поселення Переволока V[d] (пшеворська культура (сер. I ст. до н. е. — III ст. н. е.); черняхівська культура (III—IV ст. н. е.); давньоруський час (X—XIII ст.));
- Поселення Переволока VI[d] (давньоруський час (X—XIII ст.));
- Поселення Переволока VII[d] (черняхівська культура (III—IV ст. н. е.); давньоруський час (X—XIII ст.));
- Поселення Переволока VIII[d] (комарівсько-тшинецька культура (XV—XII ст. до н. е.); давньоруський час (X—XIII ст.));
- Поселення Переволока IX[d] (давньоруський час (X—XIII ст.)	);
- Поселення Переволока X[d] (трипільська культура);

Споруджено пам'ятники воїнам-односельцям, полеглим у німецько-радянській війні (1967), Борцям за волю України (1993), відреставрована могила на місці захоронення 6-и вояків УПА, які загинули восени 1944 р. (2000), встановлено пам'ятний хрест на честь скасування панщини (відновлений 1999).

## Пам'ятки природи
- Переволоцьке родовище вапняків
- Переволоцькі джерела з водоспадами
- Переволоцькі травертинові скелі

## Соціальна сфера
Працюють загальноосвітня школа І-ІІІ ступенів, Будинок культури, 2 бібліотеки, відділення зв'язку, торгові заклади, ресторан, аптека.

## Відомі люди[15]

### У Переволоці народились
- священник, перекладач біблійних книг на українську Володимир Дзьоба (1913-1979),
- інженер-механік, громадський діяч у США Вільям Голод (1926 р. н.),
- журналіст, редактор Богдан Дзьоба (1947—2000),
- районний провідник СБ ОУН Семен Задорожний (1920—1947),[16]
- релігійний діяч, священик-василіянин Юліян Яків Катрій (1912—2000),
- Іван (Кулик),  єпископ Української греко-католицької церкви
- релігійний діяч, священик-василіянин Мелетій Михайло Соловій (1918—1984)
- старши́на УГА, згодом танково-технічного училища в м. Ленінград Василь Коваль (1892—1937, репресований),
- польський правник, педагог Збіґнев Валенти Паздро (1873—1939).
- Паньків Іван (1972-2022) - український військовик, учасник російсько-української війни [17]
- Лучка Іван Богданович (1975—2018) — солдат Збройних сил України, учасник російсько-української війни[18].
- Онуфреїв Іван Петрович - український художник. Народився  03.01.1946 р.,  с. Переволока, Бучацький район, Тернопільська область. У 1966-1971 рр. навчався у Львівському інституті прикладного і декоративного мистецтва. Член НСХУ з 1993 р. Працював у Чернівцях. Учасник всеукраїнських виставок з 1972 р.  Автор портретів, натюрмортів, композицій: портрет  художника М. Катеренюка,, картини – «Месія», «Монах», «Вій», «Плач», «Роксолана», «Скеля Довбуша»…У 2009 -2010 рр. працював над створенням ікон для нового іконостасу домової церкви Івана Сучавського в Резиденції митрополитів – нині храму теологічного факультету ЧНУ ім. Юрія Федьковича. Помер 05.09.2012 р., м. Чернівці. 
  - Шевченко Г. У зблисках дивосвіту і реальності [про творчість І. Онуфреїва] / Георгій Шевченко. – Час. – 1996. – 12 січня (ч.3). – С. 6.
  - Назарій Гнитка (1982-2014) - герой АТО

### Душпастирювали
- релігійні діячі о. Антін Ляхович (від 1841 р.), о. Іван Олесницький (від 1912 р. — +3.06.1926 р. в Переволоці), о. Іван Жаркий (сотник УГА), о. Микола Семанюк (від 1938 р., репресований).
- Учителював (викладав німецьку мову) поет Володимир Затуливітер (1944—2003).